# Annette Bening
Annette Carol Bening (født 29. maj 1958) er en amerikansk skuespiller, der især i begyndelsen af 2000'erne har vist et stort talent i en række Hollywood-film.

## Biografi
Annette Bening er født i Kansas, hvor hun boede med sin familie til den flyttede til San Diego i Californien i 1965. I high school viste hun talent for skuespil i hovedrollen i en opsætning af The Sound of Music. Hun tog en uddannelse i skuespil ved San Francisco State University og en egentlig uddannelse som skuespiller i San Francisco og opnåede sine første successer på teatre der.
Hun flyttede senere til New York City, hvor hun i 1987 fik sin første større rolle på et off-Broadway-teater. Hun havde da debuteret i en tv-produktion, og efter et par engagementer i tv fik hun sin første spillefilmsrolle i Ferie med bjørn på med blandt andre Dan Aykroyd. Snart viste hun sit store talent i filmen Valmont, hvorefter hun har haft en række roller.
Annette Bening var gift med en koreograf, som hun ved flytningen til New York var blevet separeret og senere skilt fra. I 1991 mødte hun under indspilningen af Bugsy Warren Beatty, som hun året efter blev gift med. Parret har fire børn og bor i Los Angeles.
Blandt hendes mest kendte film er American Beauty og Being Julia, som begge gav hende nominering til Oscar for bedste kvindelige hovedrolle. Hun modtog hun for sidstnævnte film en Golden Globe, og hun har også modtaget andre priser. I 2016 var hun nomineret til en Golden Globe, denne gang for hovedrollen i Alletiders Kvinder, men vandt den ikke. Til gengæld vandt hun prisen "Alliance of Women Film Journalists Award for Actress Defying Age and Ageism".

## Filmografi
En række af Annette Benings film:
- Ferie med bjørn på (1988)
- Valmont (1989)
- Blacklistet (1990)
- Ærlige svindlere (1990)
- Smil vi er på (1990)
- Regarding Henry (1991)
- Bugsy (1991)
- Love Affair (1994)
- Præsident på frierfødder (1995)
- Mars Attacks! (1996)
- Under angreb (1998)
- In Dreams (1999)
- American Beauty (1999)
- Open Range (2003)
- Being Julia (2004)
- Mrs. Harris (2005)
- Running With Scissors (2006)
- The Kids Are All Right (2010)
- Ginger and Rosa (2012)
- The Face of Love (2013)
- Danny Collins (2015)
- 20th Century Women (2016) (dk titel Alletiders Kvinder)